# Sabina Park
Das Sabina Park ist ein Cricketstadion in Kingston, Jamaika. Das Sabina Park ist das Heimatstadion des Kingston Cricket Club. Neben internationalen ODIs und Test-Matches werden auch List A Matches des jamaikanischen Cricketteams ausgetragen. Seit 2013 ist das Stadion auch Austragungsstätte der Jamaica Tallawahs in der Caribbean Premier League.

## Geschichte
Der Kingston Cricket Club ließ das Stadion 1863 bauen. Das erste First Class Match fand im Jahr 1895 statt, der erste Test 1930 als die West Indies gegen England spielten. Dieses Spiel brachte dem Sabina Park auch große Bekanntheit. Es setzte viele Rekorde, die mehrere Jahrzehnte Bestand hatten. Eine weitere Besonderheit bestand darin, dass das Test-Match 9 Tage dauerte, wobei an den letzten beiden Tagen wegen Regens nicht gespielt werden konnte. Das Spiel endete in einem Draw, da die englische Mannschaft ihr Schiff zurück nach England nicht verpassen durfte.
Die 1930 erbaute und seitdem mehrfach erweiterte Sportstätte stellt zurzeit 21.000 Sitzplätze auf zwei überdachten Tribünen zur Verfügung. Der letzte große Umbau fand anlässlich des Cricket World Cup 2007 statt. Um hier eines der beiden Halbfinalspiele austragen zu können, wurde die Kapazität um 5000 Sitzplätze gesteigert. Ursprüngliche Pläne eines Ausbaus auf über 30.000 Plätze wurden aus finanziellen Gründen fallen gelassen. Somit ist Sabina Park kleiner als das 2007 fertiggestellte Greenfield Stadion im Trelawny Parish, in dem lediglich Trainingsspiele ausgetragen werden. Die Enden tragen die Namen Blue Mountains End und Headley Stand End.